# Турун Фабра український
Туру́н Фа́бра украї́нський (лат. Carabus fabricii ucrainicus Lazorko, 1951) — ендемічний підвид турунів поширений виключно на території Івано-Франківської області (Україна), у гірському масиві Ґорґани (Українські Карпати). Підвид описаний Володимиром Лазорком у 1951 році за зразками зібраними з вершин г. Молода та г. Яйко-Перегінське (поблизу с. Осмолода) у 1939 р..

## Розповсюдження
Carabus fabricii ucrainicus розповсюджений на території Івано-Франківської області у гірському масиві Ґорґани. Ареал представлений ланцюгом ізольованих одна від іншої популяцій, які об’єднуються в три великі групи: північну, центральну і південну, що відповідає їх розташуванню у гірському масиві. 

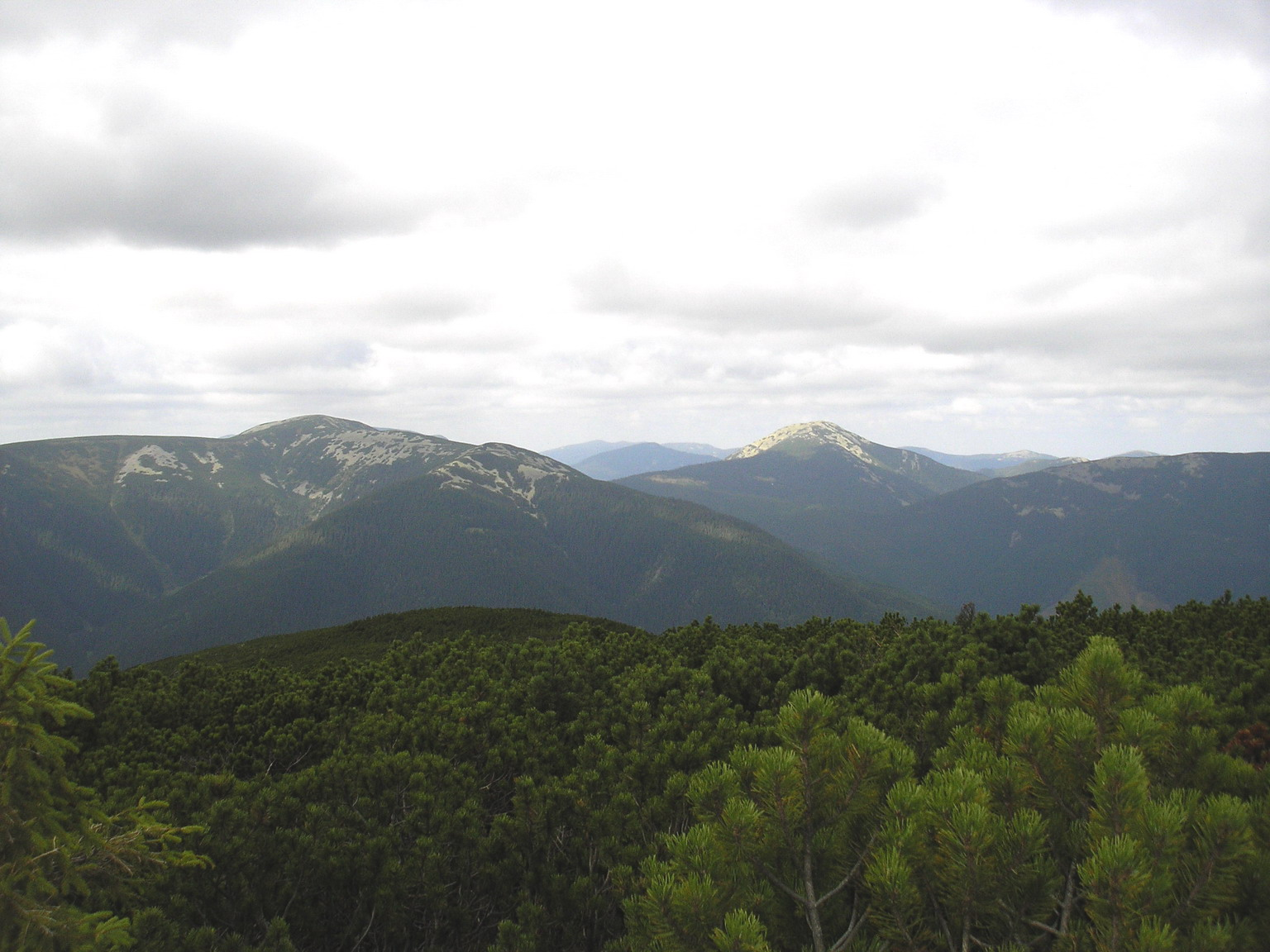
Популяції Carabus fabricii ucrainicus ізольовані одна від іншої у субальпійському поясі окремих вершин, наприклад, на г. Паренки (зліва) та г. Ґрофа (в центрі)

На сьогодні у Ґорґанах відомо 11 популяцій цього виду, три з яких у північних, 2 у центральних, а також 6 у південних. Північні популяції локалізовані в субальпіці г. Молода, г. Яйко-Перегінське (хребет Яйко-Молода) , г. Ґрофа (Ґроф'янський хребет). Для центральних Ґорґан відомо з вершин г. Сивуля (Сивульський хребет) та г. Висока (хребет Ріг або Ігровецький хребет) . Щодо південної групи популяцій, то відомо популяції з г. Хом’як, г. Малий Ґорґан, г. Синяк (хребет Синяк-Малий Ґорґан), г. Довбушанка (хребет Довбушанка-Ведмежик), г. Поленські та г. Явірник (хребет Явірник) .

## Екологія
Типовим біотопом для Туруна Фабра українського є кам’яні розсипи пісковику (ґо́рґани або ґре́хоти) з грубоуламковим кам’яним матеріалом на висотах понад 1500 м над рівнем моря. зустрічається на ділянках з Сосно-гірськими (Pinetum mugii) i Чорницево-сосно-гірськими (Vacinio mirtili-Pinetum mughi) фітоасоціаціями.

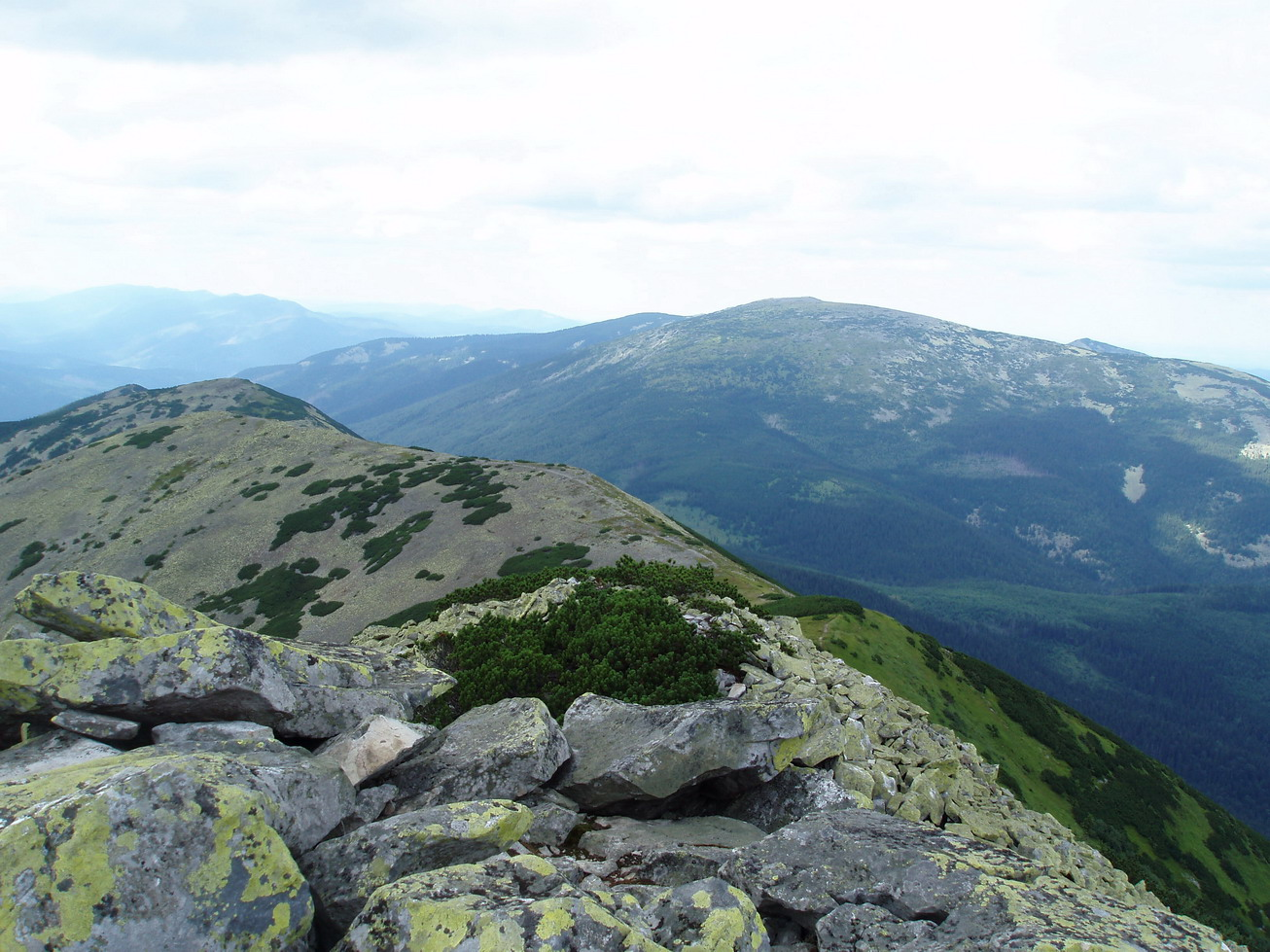
Розсипи пісковика — типовий біотоп для Carabus fabricii ucrainicus (вигляд з вершини г. Сивуля на г. Ігровець (позаду)

Живиться різноманітними безхребетними: дрібними черевоногими молюсками, кільчастими червами, личинками та імаго комах. 
Комахи активні вночі та у похмуру погоду, вдень, за звичай, ховаються під каменями та у тріщинах скель. Витримують значні коливання температур: у спекотну погоду кам'яні розсипи високогір'я Ґорґан розігріваються до 35-40 °C, а вночі охолоджуються до 10-15 °C.

## Морфологія
Розміри імаго Туруна Фабра українського коливаються до 25 мм у самців, і до 27 мм у самок. Усі частини тіла сильно видовжені, що відрізняє цей підвид від номінативного. Вусики за довжиною заходять за середину надкрил. Загальне забарвлення тіла металічно-бронзове з яскравими металічно-зеленими облямівками по краях передньоспинки та надкрил, часом і голови. Надкрила вкриті дрібними переривистими борозенками, які розриваються великими (на 3-4 борозенки) плоскими ямками, забарвленими у яскравий металічно-зелений колір. Іноді трапляються цілком чорні особини із тьм'яно-зеленими ямками.

## Життєвий цикл
Про життєвий цикл нічого невідомо. Ймовірно, що розвиток, як і інших видів роду Турун, триває один рік — навесні личинка виходить з яйця, живиться, росте, линяє, а восени заляльковується. Час виходу дорослих комах з лялечок залишається також невідомим. Поява комах на поверхні ґрунту спостерігається ранньою весною (на висотах понад 1500 м — кінець квітня), коли ще лежить сніг. Припускають, що імаго зимують, у такому випадку їх вихід з лялечок відбувається ще восени, або на початку зими.

## Природоохоронний статус
Запропоновано внести до Червоної книги України . Однак, вид так і не було включено до четвертого видання Червоної книги України 